# Kazuma Watanabe
Kazuma Watanabe (* 10. srpen 1986) je japonský fotbalista.

## Klubová kariéra
Hrával za Yokohama F. Marinos, FC Tokyo, Vissel Kobe.

## Reprezentační kariéra
Kazuma Watanabe odehrál za japonský národní tým v roce 2010 celkem 1 reprezentační utkání.

## Statistiky
| Japonsko | Japonsko | Japonsko |
| Roky     | Záp.     | Góly     |
| -------- | -------- | -------- |
| 2010     | 1        | 0        |
| Celkem   | 1        | 0        |